# Gustav Mahlerlaan
De Gustav Mahlerlaan is een straat in woonwijk en zakendistrict Zuidas in Amsterdam-Zuid.
De straat loopt vanaf de De Boelelaan tot aan de Beethovenstraat en kruist de Buitenveldertselaan. In 1998 werd de straat vernoemd naar de Oostenrijkse componist en dirigent Gustav Mahler. Tussen 1958 en 1998 heette de straat Karel Lotsylaan naar sportbestuurder Karel Lotsy.
Langs de straat lagen aanvankelijk vooral sportvelden, schooltuinen en een tennishal. Tegenwoordig liggen er aan de straat het Gustav Mahlerplein en vooral kantoor- en woontorens. De straat scheidt de Zuidas-deelgebieden Mahler en Gershwin en loopt aan de westzijde van de Buitenvelderstelaan ook door te ontwikkelen deelgebied Kenniskwartier, voormalig tennispark Goldstar.

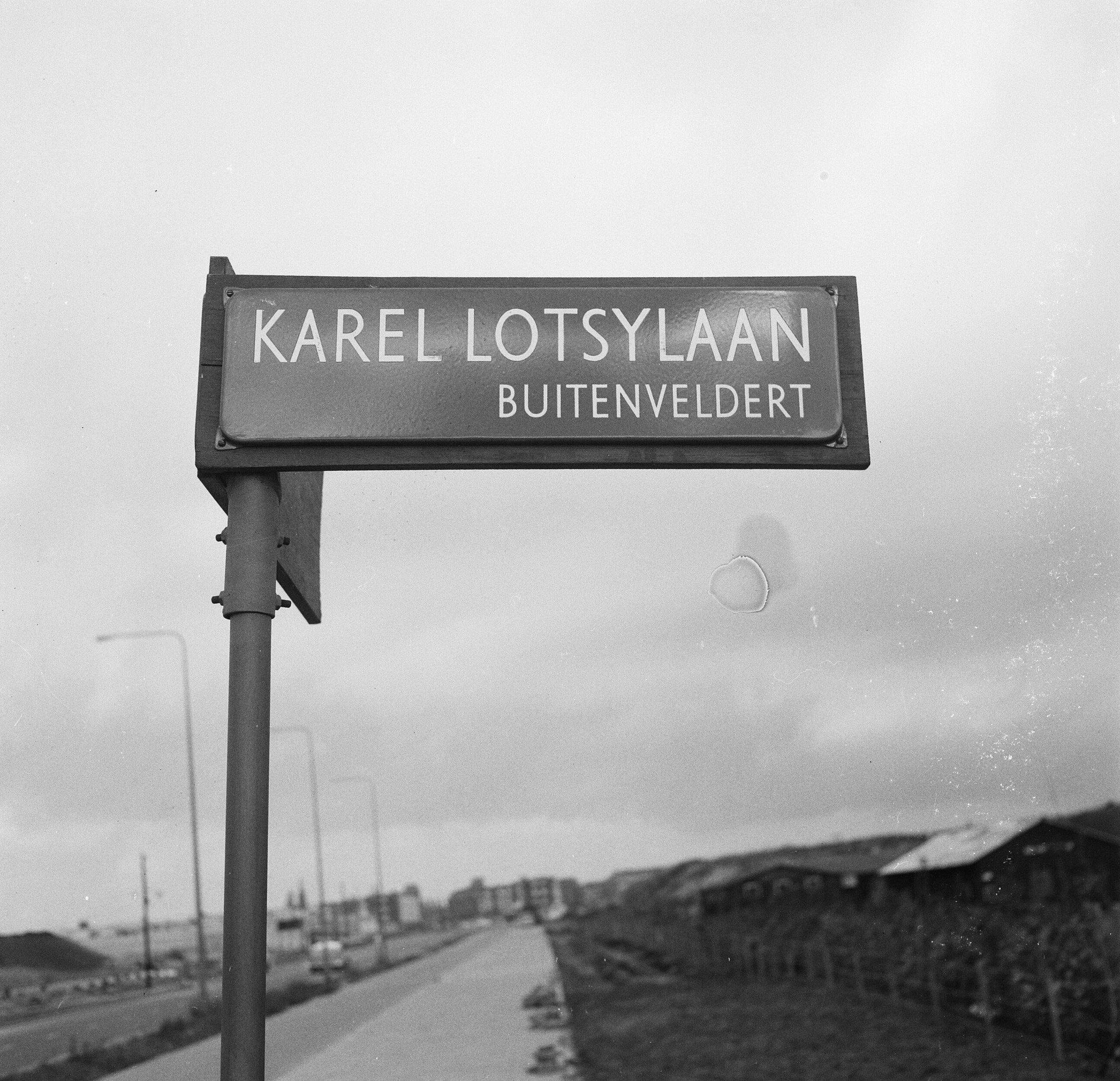
Straatnaambord van de Karel Lotsylaan

Vanaf 2003 reed tramlijn 16 vanaf de Amstelveenseweg via de De Boelelaan naar de Gustav Mahlerlaan en had hier zijn eindpunt naast het VU medisch centrum-complex. Tussen 2004 en 2006 reed ook tramlijn 6 hier en in 2006 kwam tramlijn 24 erbij. Per 31 oktober 2011 kwam voor de lijnen 16 en 24 de nieuwe keerlus bij de halte De Boelelaan / VU in gebruik ter vervanging van de keerlus aan Gustav Mahlerlaan, die moest wijken voor het kantorengebouw The Edge.

## Galerij

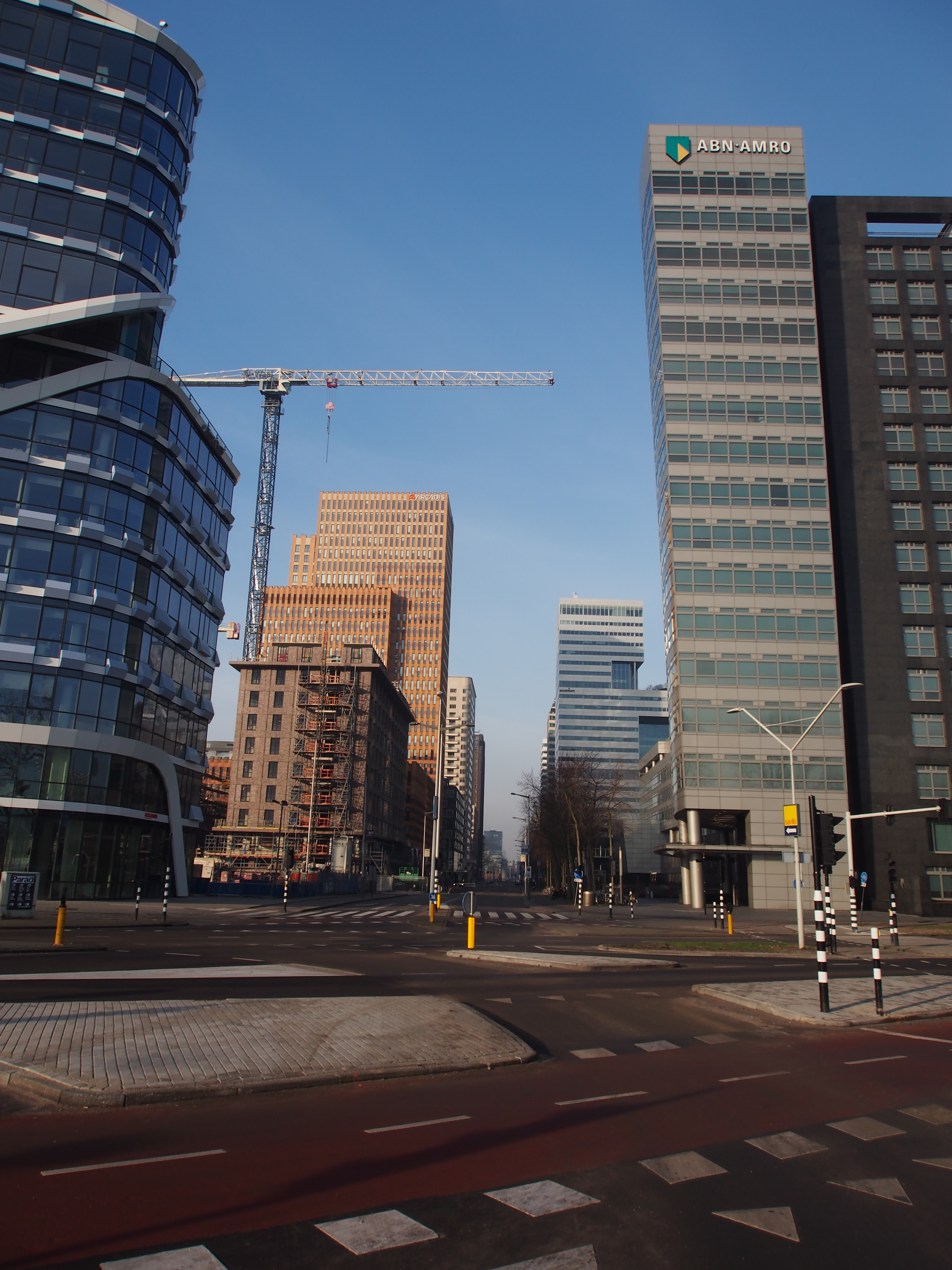
Gustav Mahlerlaan gezien vanaf de Beethovenstraat
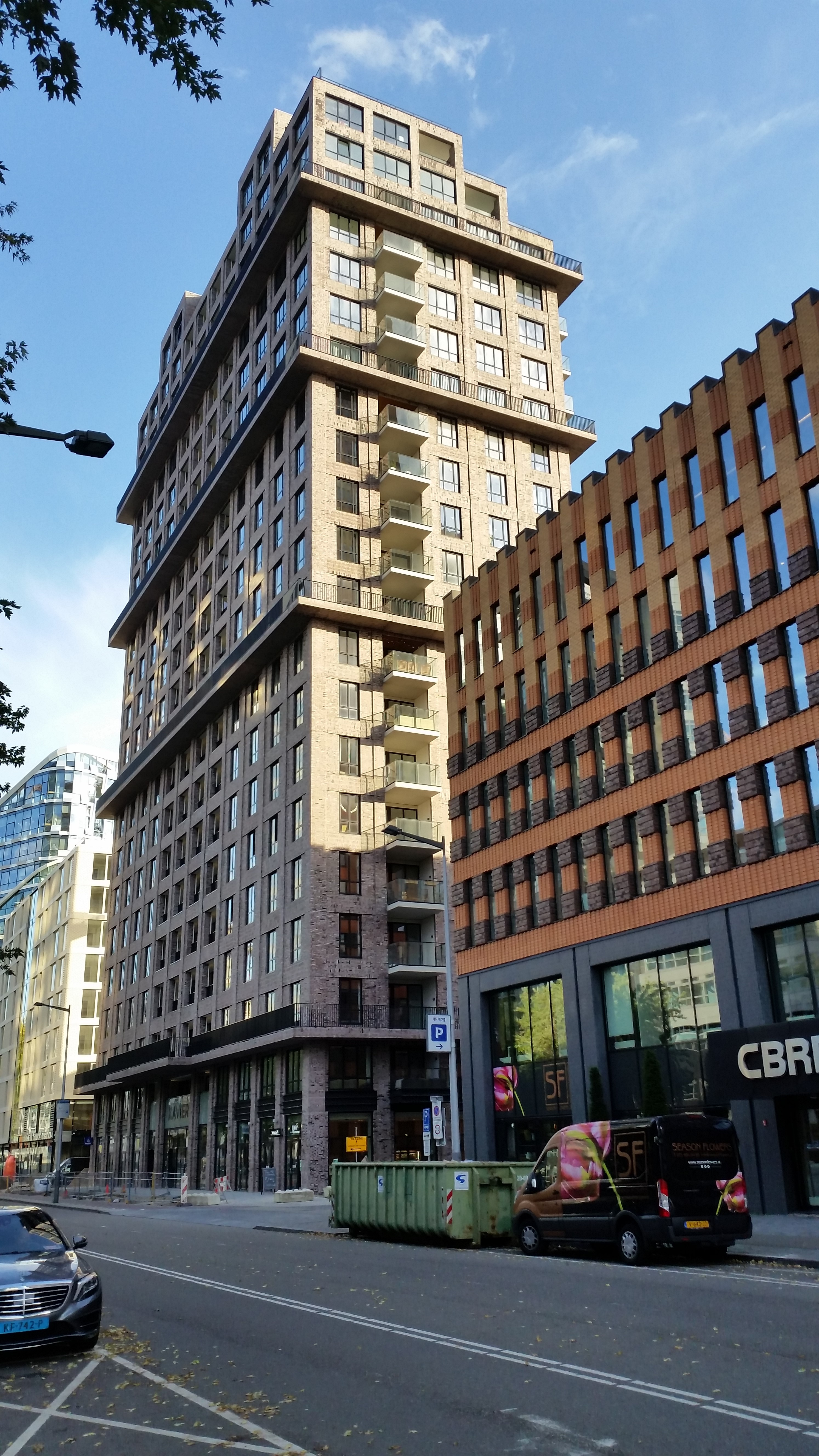
Xavier
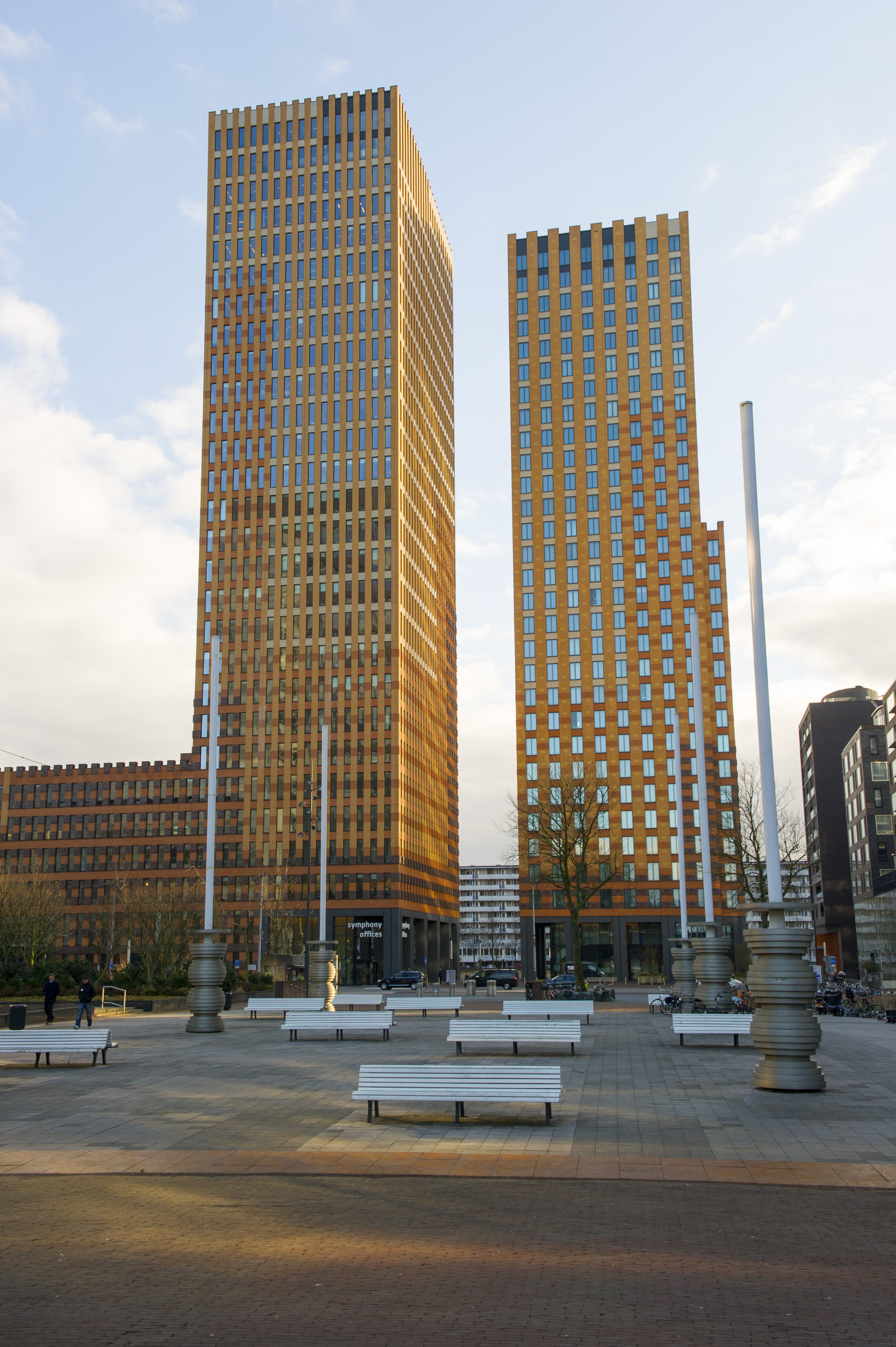
Amsterdam Symphony
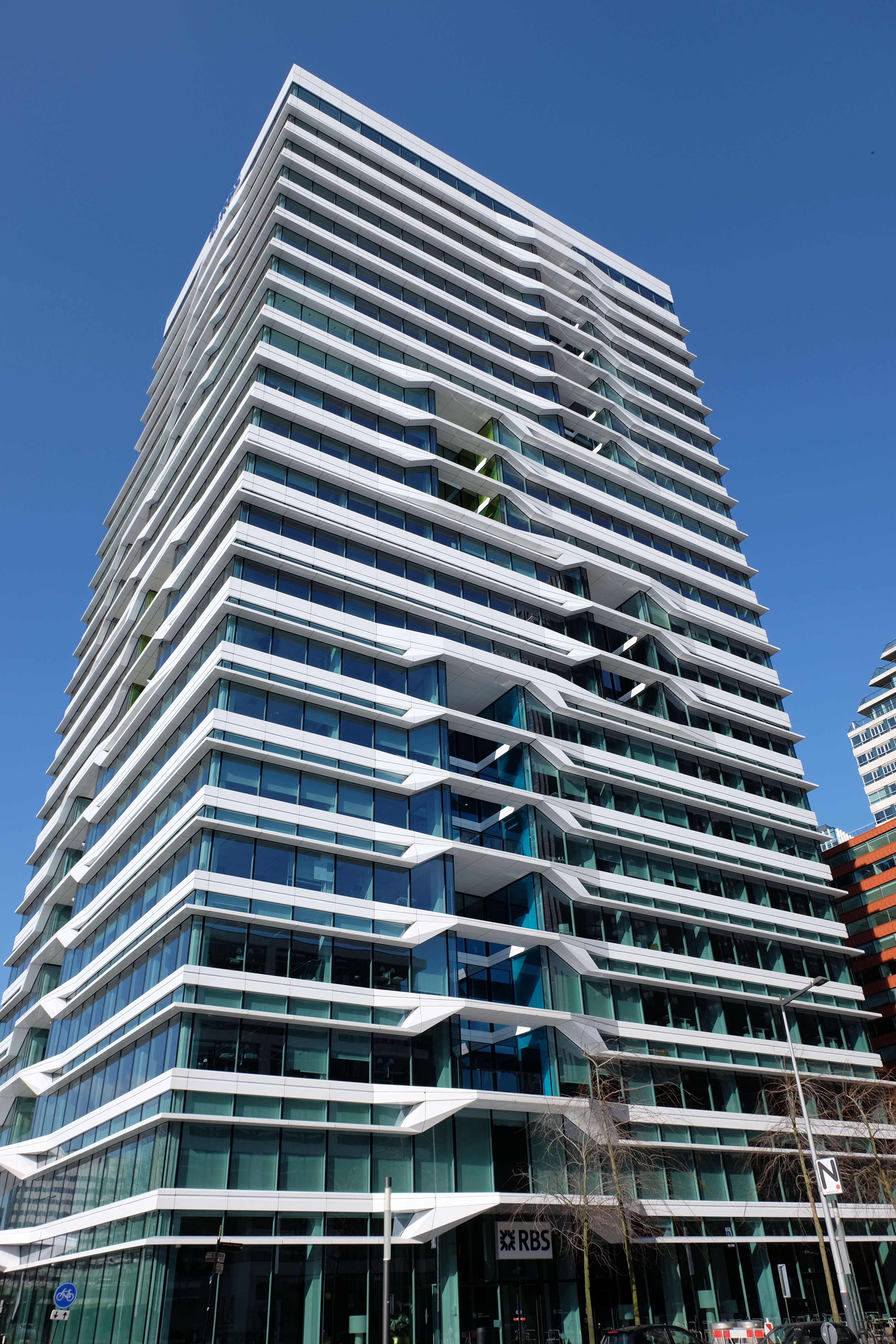
UNStudio
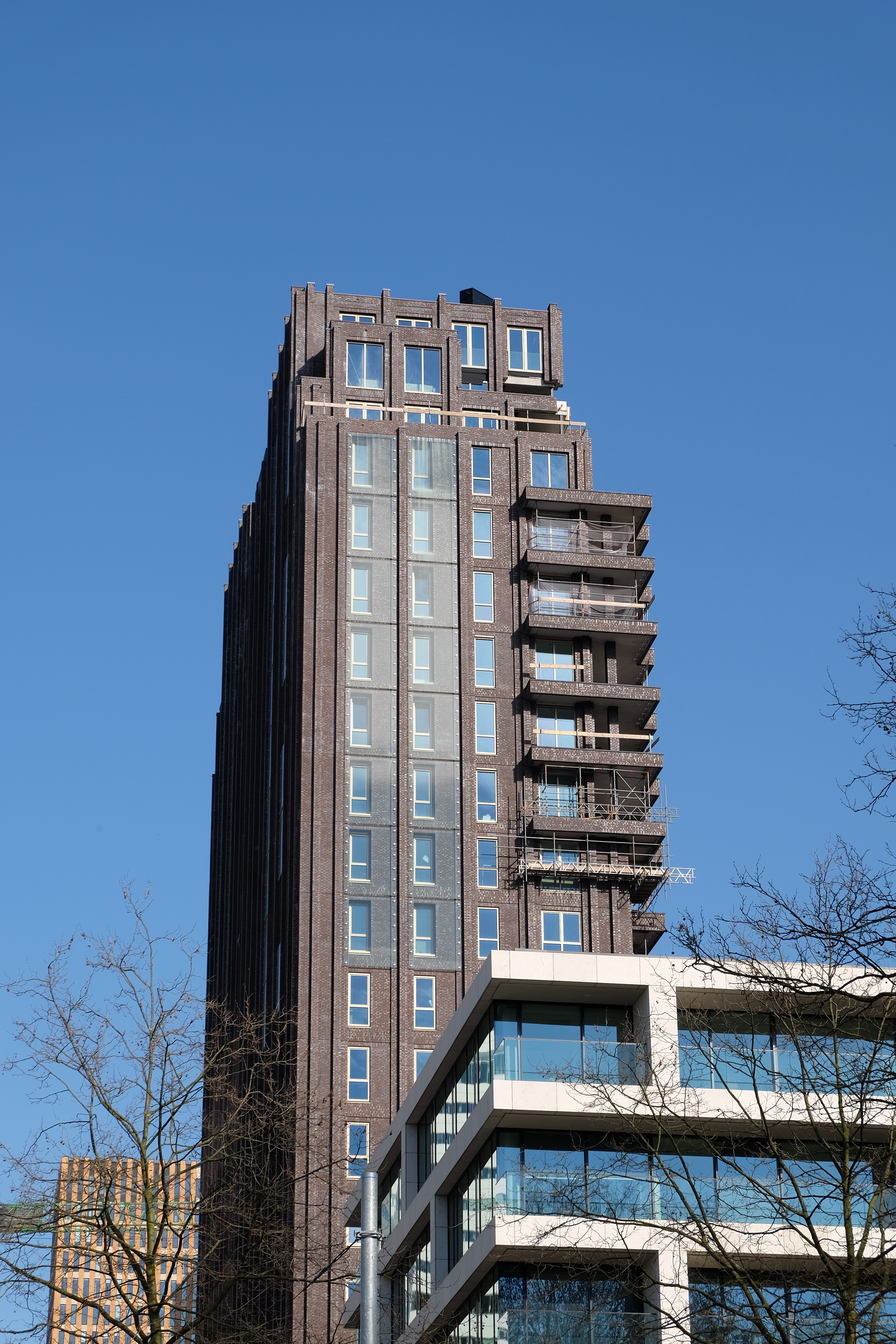
900 Mahler en 1000 Mahler
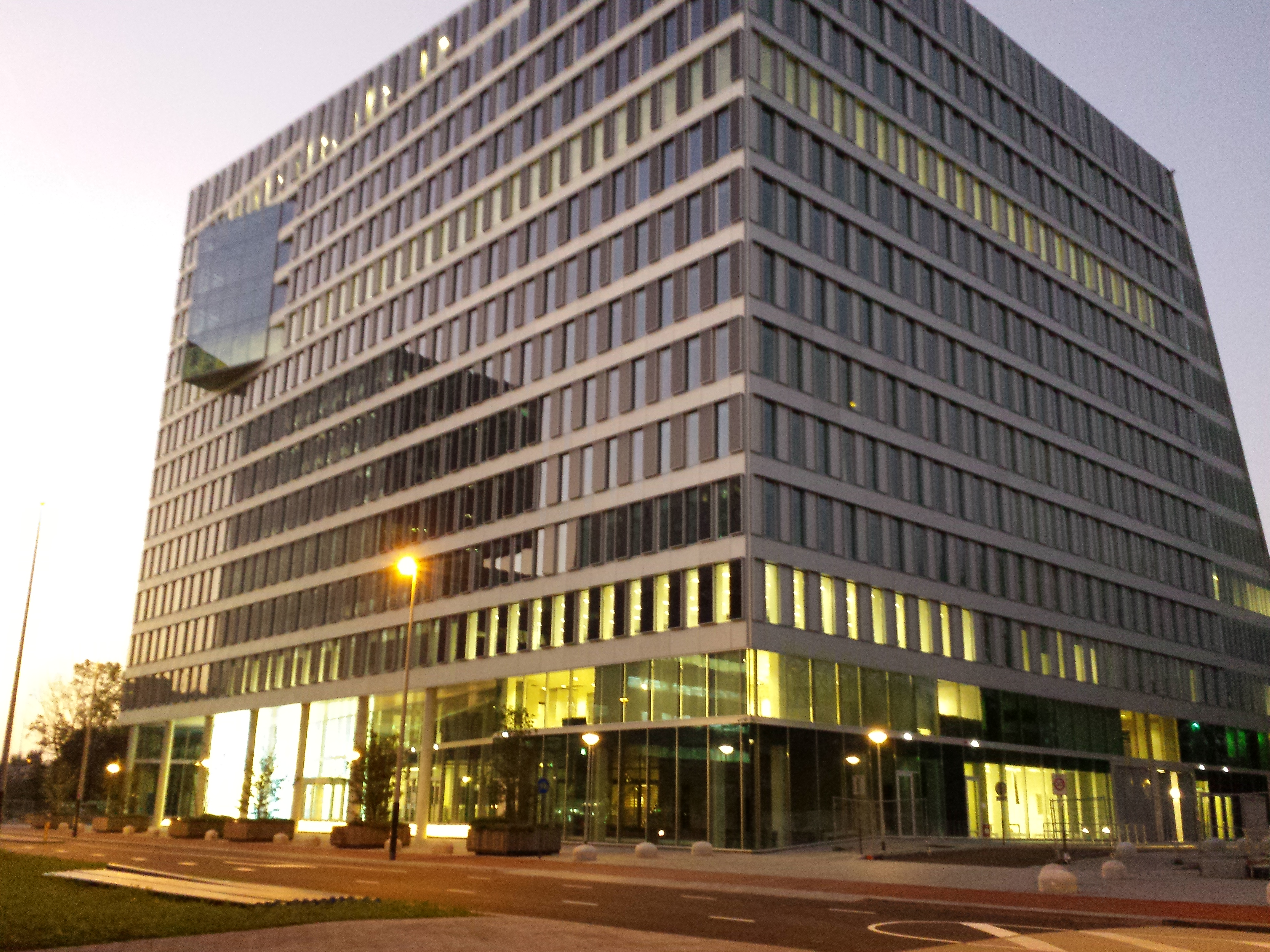
The Edge
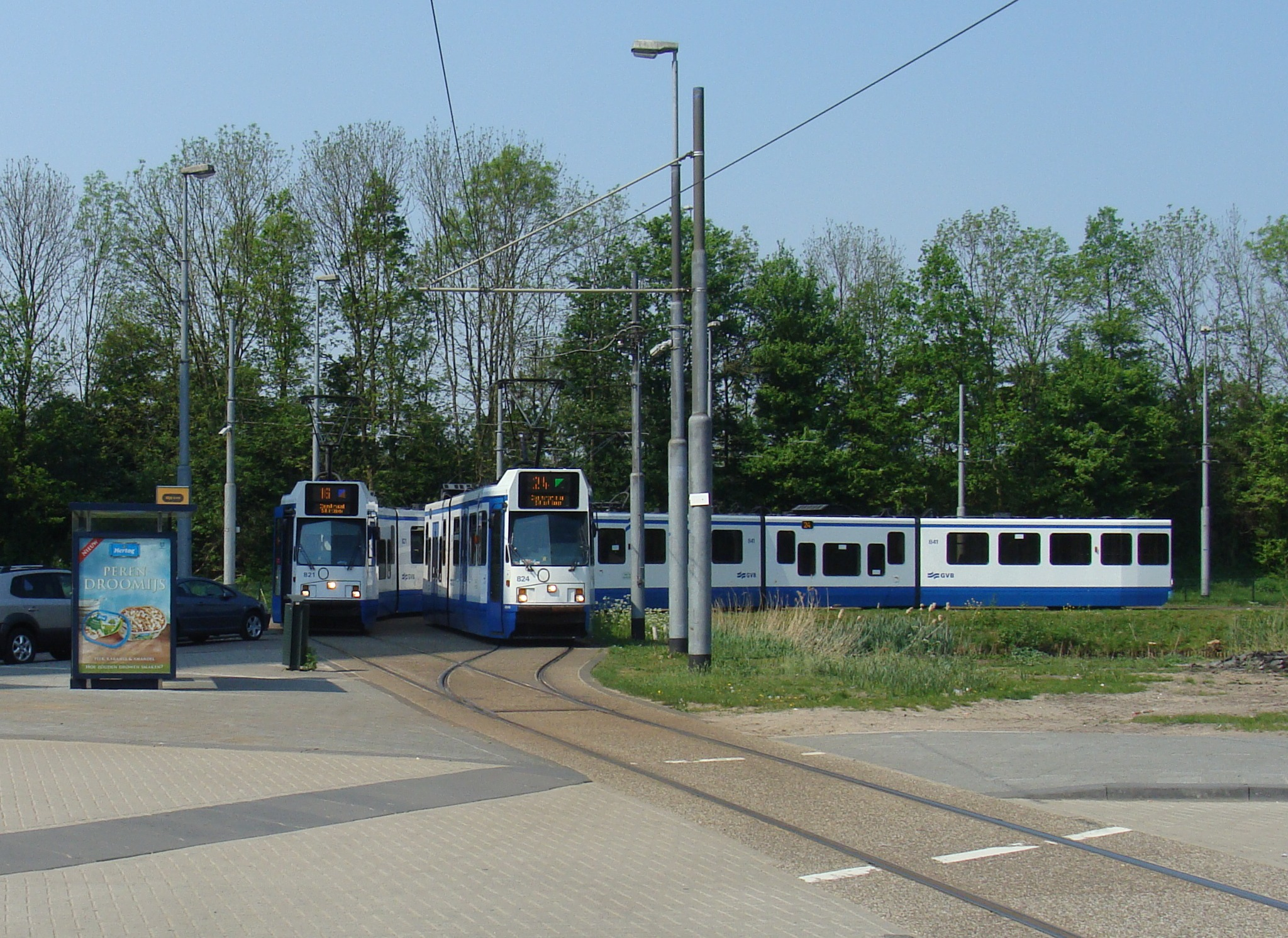
Voormalige keerlus op de locatie van The Edge in 2011
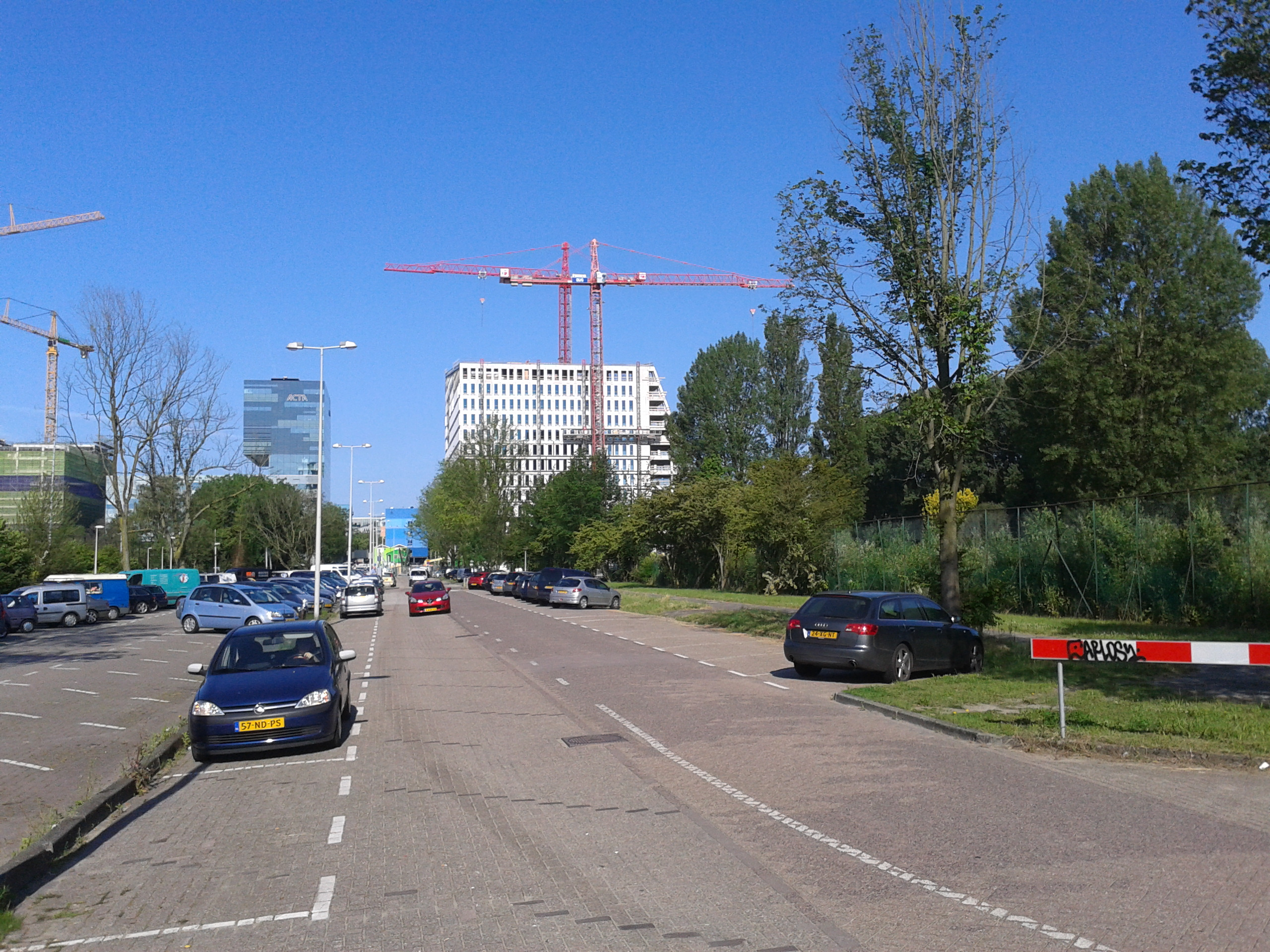
Gustav Mahlerlaan ten westen van de Buitenveldertselaan in 2013